# Anthomyia pollicata
Anthomyia pollicata är en tvåvingeart som beskrevs av Griffiths 2001. Anthomyia pollicata ingår i släktet Anthomyia och familjen blomsterflugor.
Artens utbredningsområde är Oregon. Inga underarter finns listade i Catalogue of Life.